# Oluf-Samson-Gang

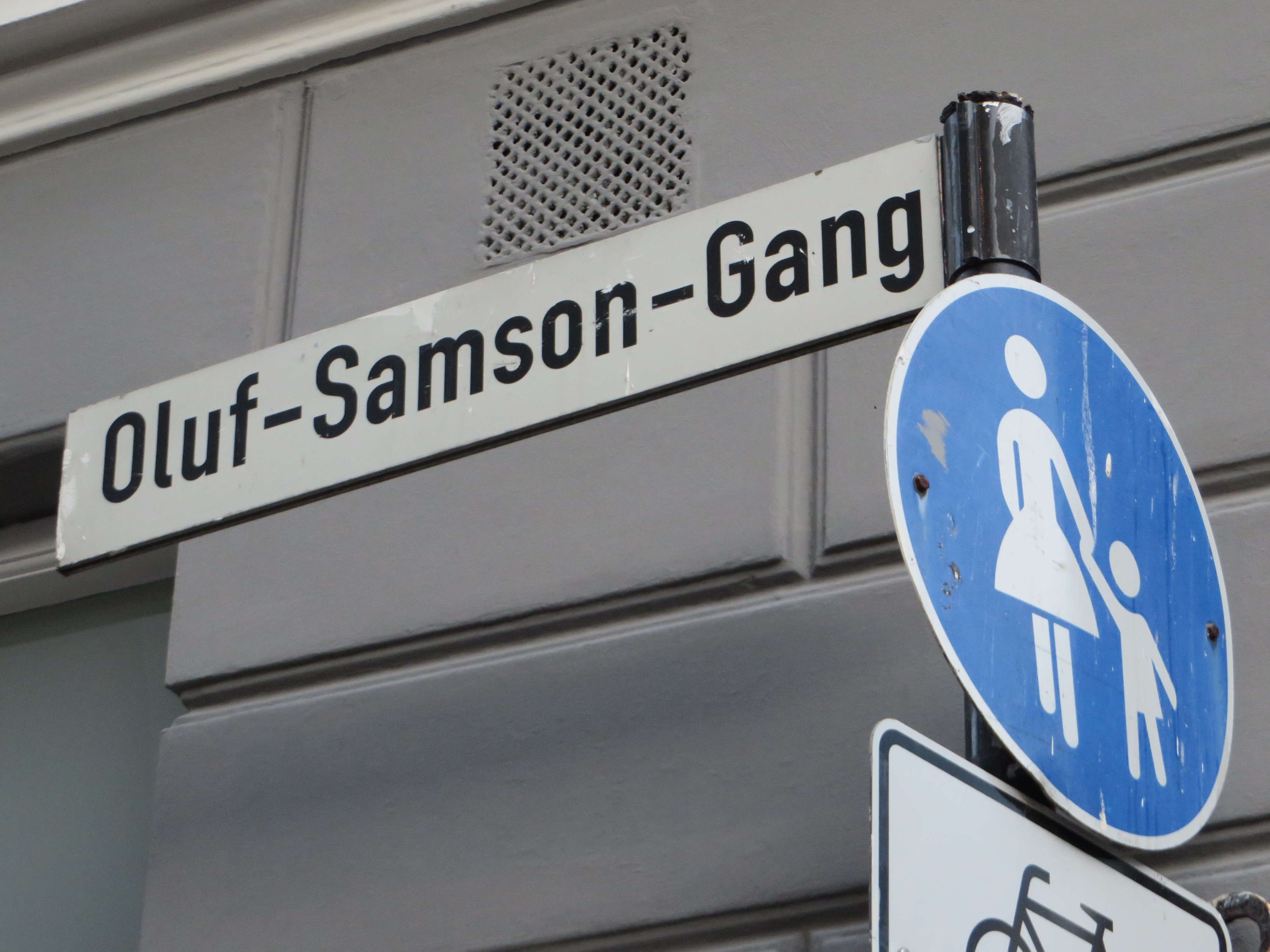
Straßenschild mit dem Schriftzug Oluf-Samson-Gang
(Aufnahme am 25. Juni 2014)

Der Oluf-Samson-Gang (auch (Petuh): Oluf-Samsons-Gang; im Volksmund/Petuh verkürzt als Oluf; dänisch: Oluf Samsons Gang sowie Oluf-Samson-Gang) ist eine Straße in der nördlichen Altstadt von Flensburg, die am Flensburger Hafen mündet. Überregional bekannt wurde die zwischen Norderstraße und Schiffbrücke gelegene Gasse als „Sündenmeile“, die von pittoresken Fischerhäuschen geprägt ist.

## Entstehung und Namensgebung

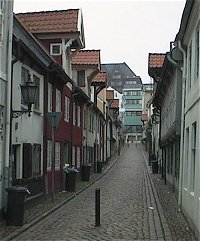
Blick vom Hafen auf den Oluf-Samson-Gang. Am Ende liegt die Dänische Zentralbibliothek für Südschleswig in der Norderstraße, über dieser die Schloss-Duburg-Schule der HLA, wo die Duburg stand.

Der nördliche der vier ursprünglichen Flensburger Siedlungskerne, die so genannte Ramsharde, war ähnlich wie das Johannisviertel ursprünglich ein Fischer- und Kleineleuteviertel. Mit dem Aufstreben Flensburgs als wichtigste Hafenstadt unter der dänischen Krone im 16. Jahrhundert siedelten sich jedoch auch auf der Wasserseite des Hauptstraßenzuges, die heutige Norderstraße (Nørregade), immer mehr Kaufleute an. Sie bauten auch hier die für Flensburg so charakteristischen langgestreckten Kaufmannshöfe, die mit einem Speicher in Hafennähe abschlossen. Das Wohnhaus lag am Westende an der höher gelegenen Hauptstraße.
1582 leistete der Kaufmann Oluf Samson seinen Bürgereid in der Fördestadt ab. Dessen Name hat nichts mit der biblischen Gestalt Samson zu tun, sondern verweist auf die Herkunft von der Insel Samsø im Kattegat. Offenbar kam Oluf Samson als Kaufmann und Schiffsreeder schnell zu Vermögen und Ansehen. Er heiratete die Tochter des Amtsschreibers des Amtes Flensburg, dessen Amtssitz die nahe Duburg war, und kam in den Besitz von dessen Immobilien. Zwischen diesen beiden Grundstücken verlief ein kleiner Gang zum Hafen, der 1593 erstmals erwähnt wurde. An diesem erbaute Oluf Samson mehrere kleine Mietshäuser, in denen vor allem sozial schwächer gestellte Personen eine Heimstatt fanden. Im Zuge der sich ab 1610 ausweitenden Wirtschaftskrise musste auch Oluf Samson immer größere Teile seines Besitzes veräußern. Ab 1617 gehörten ihm nur noch die beiden Wohnhäuser an der Norderstraße. Vor allem die Südseite des Ganges war inzwischen dicht mit kleinen Häusern bebaut.
Der Gang war für die Öffentlichkeit freigegeben und diente vielen Flensburgern nur als kurze Verbindung von der Innenstadt zur Schiffbrücke. So ist für das besagte Jahr 1617 auch erstmals der Name des Ganges bezeugt, damals offenbar zunächst noch als „Oluff Sambsos Hof“. Bald darauf musste Oluf Samson auch noch den restlichen Besitz verkaufen. 1618 oder erst 1622 starb der mittlerweile verarmte Oluf Samson. Der Verbleib seiner sieben Kinder ist nicht bekannt. Keines von ihnen wurde in Flensburg als Hausbesitzer geführt.

## Neubebauung der Hafengasse
Nachdem König Christian IV. die Länder der dänischen Krone in den Dreißigjährigen Krieg hineingezogen hatte, erlebte Flensburg durch die Besetzung durch die Truppen der katholischen Liga 1627–1629 sowie einige Jahre später durch die Schweden die wohl schwersten Rückschläge seiner Geschichte. Auch die Bebauung des Oluf-Samson-Gang wurde weitgehend zerstört. Erst im 18. Jahrhundert erlebte die Stadt eine neue Blüte. Zu dieser Zeit wurde die nach wie vor nach Oluf Samson benannte Straße lückenlos bebaut. Fast alle heute erhaltenen Häuser, in der Regel kleinere verputzte Fachwerkbauten, stammen aus dieser Zeit.
Der Oluf-Samson-Gang blieb eine Straße der kleinen Leute. Im 19. Jahrhundert wohnten hier vor allem Schiffer und Handwerker. Da der Spitzname für „Oluf“ „Wolle“ ist, erhielt der Gang Anfang des 19. Jahrhunderts im Volksmund auch den Spitznamen ”Wollesgang” oder ”Wolmsgang”. Ein ähnliches Phänomen findet sich noch heute in der ebenfalls an einen Oluf erinnernden Wollesgyde in der Nachbarstadt Apenrade. Im Zuge der fortschreitenden Industrialisierung um 1840 bildeten Arbeiter in der Folgezeit die größte Zahl der Bewohner.
Während der nationalen Auseinandersetzungen zwischen Deutschen und Dänen ab der Mitte des 19. Jahrhunderts war die nördliche Altstadt einer der Stadtteile mit dem höchsten Anteil an Dänischgesinnten. Ein bekanntes Bild aus der Zeit unmittelbar vor der Volksabstimmung in Schleswig über die Staatszugehörigkeit am 14. März 1920 gemäß den Bestimmungen des Versailler Vertrages zeigt eine fast durchgehende Beflaggung der Straße mit dem Danebrog.
Die gut erhaltene historische Bausubstanz zog auch immer mehr Bewunderer an. Die berühmteste Darstellung der Straße aus jener Zeit ist ein expressionistisches Gemälde von Erich Heckel, welches die Straße nach Osten hin zur Jürgenkirche zeigt.

## Der Oluf-Samson-Gang im Vergnügungsviertel

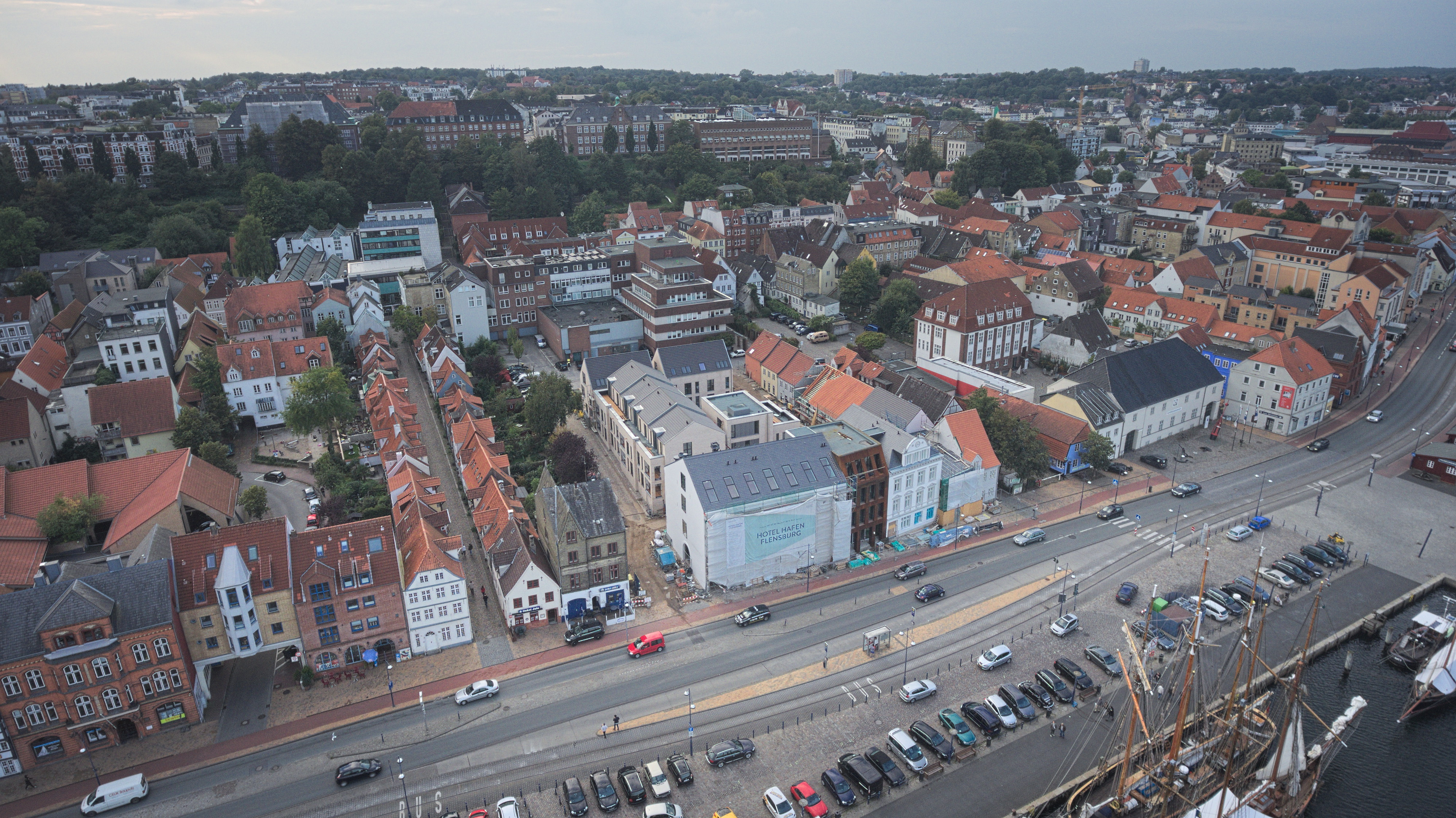
Der Oluf im (ehemaligen) Vergnügungsviertel zwischen Norderstraße und Schiffbrücke. Im Vordergrund der zum Hotel Hafen Flensburg umgebaute Kayser’s Hof (2016)

Durch den Ersten Weltkrieg und die Wirtschaftskrise im Zuge der neuen Grenzziehung 1920 litten viele Flensburger wirtschaftliche Not. Zahlreiche Häuser mussten verkauft werden, der Sozialstatus des Hafenviertels sank. 1918 werden die ersten Prostituierten in der Straße nachgewiesen. Jenseits dessen gab es jedoch offenbar auch schon vor dieser Zeit Prostitution in Flensburg. Am 18. Oktober 1889 berichtete der Washington Evening Star, unter der Schlagzeile: Jack the Ripper: Has he left England to continue his crimes in Germany?
(übersetzt: Jack the Ripper: Hat er England verlassen um seine Verbrechen in Deutschland fortzusetzen?), über einen Mord an einer Prostituierten in Flensburg, bei der die Leiche Verstümmelungen aufwies. Im Zuge der Wirtschaftskrise ab 1929 entwickelte sich nun aber der Oluf-Samson-Gang, dessen neue Hausbesitzer die Wohnungen meist billig vermieteten, zu einer nahezu geschlossenen Bordellmeile. Änderten der Zweite Weltkrieg und dessen Folgen zunächst nichts am Status der Straße, erlebte die Prostitution in der Zeit des Wirtschaftswunders und bis in die 1970er Jahre hinein ihren Höhepunkt. Bis zu 70 Damen waren in der kleinen Straße im „horizontalen Gewerbe“ tätig. Zu dieser Zeit war der Oluf-Samson-Gang, an den sich an der Schiffbrücke und in den weiteren Nebenstraßen ein ausgedehntes Vergnügungs- und Ausgehviertel anschloss, die wohl bekannteste Bordellstraße zwischen Hamburg-Sankt Pauli und der Kopenhagener Istedgade. 2015 zog „die letzte Vertreterin des horizontalen Gewerbes“ aus.

## Von der beginnenden Sanierung bis heute

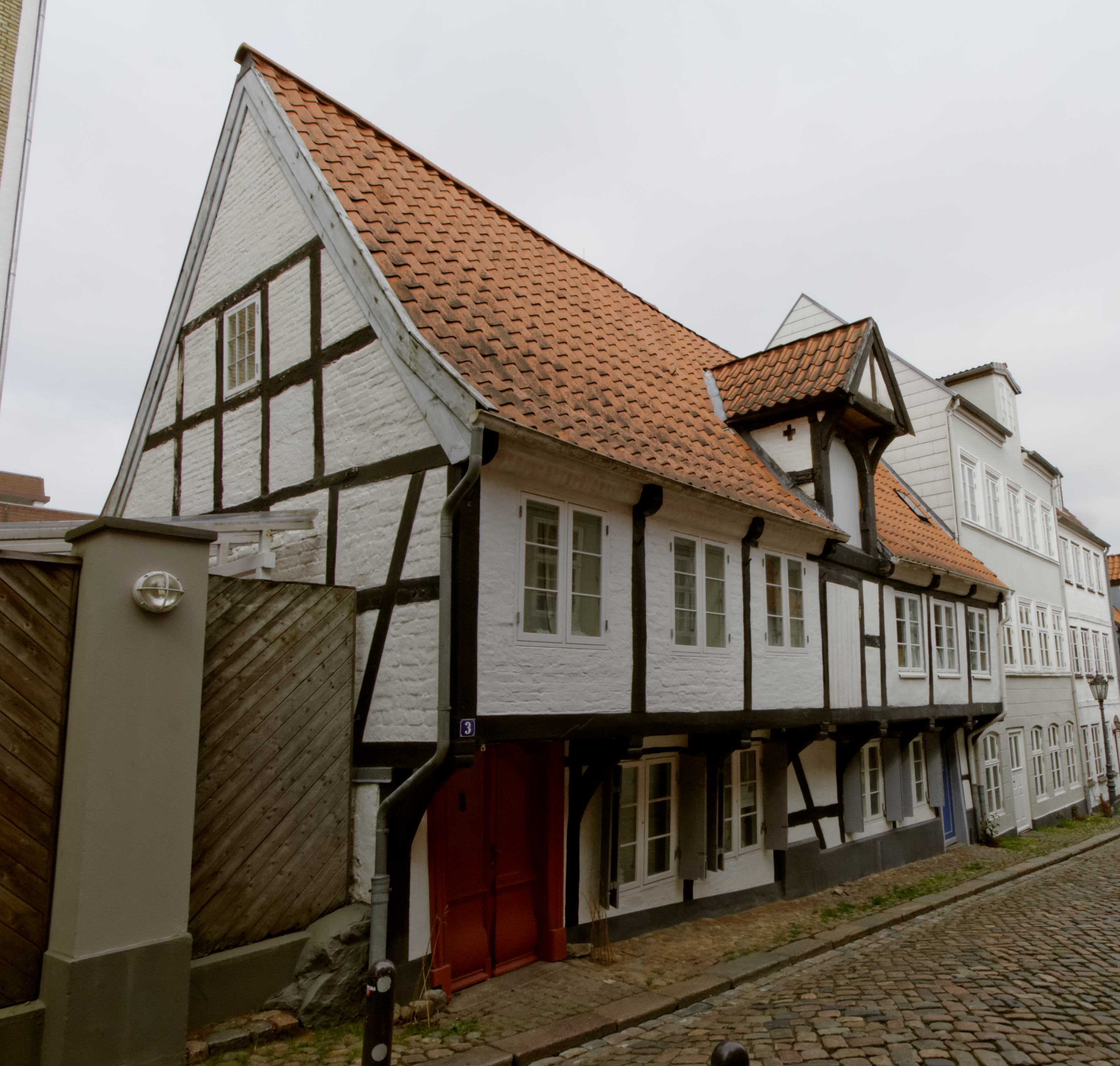
Oluf-Samson-Gang 3–5, eines der alten Häuser der Straße

In den 1950er Jahren kamen Pläne auf, die gesamte nördliche Altstadt abzureißen, die Norderstraße mit modernen Terrassenhäusern zu bebauen und sie autogerecht zu begradigen und zu verbreitern. Aus finanziellen Gründen wurden diese Pläne, abgesehen von einzelnen Bauten, wie der dänischen Bücherei von 1959, nicht umgesetzt. Viele der alten Häuser verfielen zusehends.
In den 1970er Jahren setzte schließlich ein Umdenken in Bezug auf den Wert der historischen Bausubstanz der Altstadt ein. Die teilweise bereits stark verfallenen Häuser des Oluf-Samson-Gangs wurden unter Denkmalschutz gestellt. Nach dem Willen der Stadt sollten die Prostituierten die Straße bis Mitte der 1980er Jahre verlassen haben. Die alten Häuser wurden fortan an Privatleute verkauft mit dem Ziel, dass diese die Bauten für eigene Wohnzwecke herrichten. Dieser Vorgang geschah ab Anfang der 1980er Jahre mit immer mehr Häusern. Gleichzeitig wanderte die Prostitution zum Kaysers Hof hin ab.
Heute befinden sich die meisten Häuser der Straße in einem restaurierten Zustand. Einzelne der Kleinbauten waren allerdings bereits so stark verfallen, dass sie praktisch von Grund auf neu errichtet werden mussten. Im Rahmen der Restaurierung wurde die Prostitution zurückgedrängt. Einige Häuser sind bis heute nicht restauriert worden. Heutzutage gehen nur noch zwei Frauen, die schon länger dort wohnen, dem Gewerbe nach. Dieser letzte Bordellbetrieb soll mit dem Abschluss der Sanierung geschlossen werden. Der Oluf-Samson-Gang gilt heute als eine der am besten erhaltenen und schönsten Altstadtstraßen in ganz Schleswig-Holstein.

## Verschiedenes
- Am unteren Ende des Oluf-Samson-Gangs zum Hafen hin liegt mit Onkel Jule eine sehr alte Hafenkneipe.